# Vương Quỳ
Vương Quỳ (? - 956), còn được gọi là Vương Tiến Quỳ, là người huyện Vũ Lăng, Lãng Châu (nay là Thường Đức, Hồ Nam). Ông giữ chức Vũ Bình quân tiết độ xứ từ năm 953 đến 956 trong thời kỳ Ngũ đại Thập quốc. Ông vốn là một người lính trong Tĩnh Giang quân và giữ chức Tĩnh Giang quân chỉ huy sứ dưới thời trị vì của Mã Hy Ngạc ở Mã Sở.

## Phò Lưu Ngôn, chiếm Hồ Nam
Năm Quảng Thuận thứ nhất (951) thời Hậu Chu, Nam Sở vương Mã Hy Ngạc hoang dâm vô đạo, ra lệnh cho Vương Quỳ, Chu Hành Phùng cùng binh sĩ sửa chữa vương phủ bị cháy rụi. Công việc lao khổ nhưng không được ban thưởng, khiến Vương Quỳ và Chu Hành Phùng bất mãn, dẫn quân bỏ trốn về Lãng Châu. Tại đây, họ tôn Mã Quang Huệ làm Vũ Bình quân tiết độ xứ, nhưng do Mã Quang Huệ nhu nhược, họ lại thay thế ông bằng Lưu Ngôn.
Năm Quảng Thuận thứ hai (952), theo lệnh của Lưu Ngôn, Vương Quỳ và Chu Hành Phùng tấn công Đàm Châu, kinh đô cũ của Mã Sở, khi đó đang bị Nam Đường kiểm soát. Quân Nam Đường đại bại, rút khỏi Hồ Nam, giúp Lưu Ngôn khôi phục vùng đất phía bắc Nam Lĩnh từng thuộc Mã Sở.

## Tranh chấp với Lưu Ngôn
Trước đây, Đàm Châu vốn là trung tâm hành chính của Vũ An quân Tiết độ sứ  và thủ phủ của Mã Sở. Tuy nhiên, do chiến tranh tàn phá, Lưu Ngôn đề nghị Hậu Chu chuyển trung tâm chính trị của Hồ Nam đến Lãng Châu. Đến năm Quảng Thuận thứ ba (953), Vương Quỳ được Hậu Chu phong làm Vũ An quân Tiết độ sứ, đóng tại Đàm Châu, nhưng vẫn dưới quyền Lưu Ngôn – người lúc này giữ chức Đại đô đốc Lang Châu kiêm Vũ Bình quân Tiết độ sứ. Điều này khiến Vương Quỳ bất mãn, vì ông từng giúp Lưu Ngôn lên nắm quyền nhưng không muốn mãi ở dưới trướng ông ta. Trong khi đó, Lưu Ngôn cũng xem Vương Quỳ là mối đe dọa tiềm tàng, dẫn đến căng thẳng giữa hai bên.
Không lâu sau trong năm 953, Vương Quỳ cùng Chu Hành Phùng liên kết tiêu diệt các tướng lĩnh dưới quyền Lưu Ngôn rồi phát động tấn công Lãng Châu. Thành bị hạ, Lưu Ngôn bị bắt, và không lâu sau bị giết bởi tướng Phan Thư Tư theo lệnh của Vương Quỳ. Hậu Chu sau đó phong Vương Quỳ làm Vũ Bình quân Tiết độ sứ .

## Qua đời
Đến năm Hiển Đức thứ ba (956) thời Hậu Chu, Vương Quỳ nhận lệnh của Hoàng đế Thế Tông Sài Vinh tiến đánh Nam Đường. Khi hành quân đến Nhạc Châu (nay là Nhạc Dương, Hồ Nam), thuộc hạ của ông đã ép Nhạc Châu Đoàn luyện sứ Phan Thư Tư nộp tiền thưởng. Tuy nhiên, dù đã thu lợi, họ vẫn không hài lòng, liền vu cáo Phan Thư Tư có ý mưu phản. Vương Quỳ tức giận quở trách, khiến Phan Thư Tư lo sợ, nên ra tay trước bằng cách bất ngờ tấn công Lãng Châu. Vương Quỳ vội vàng đưa quân phản công, giao chiến với Phan Thư Tư bên ngoài thành Vũ Lăng, nhưng bị đánh bại và tử trận.
| Danh tính               | Thời gian tại vị |
| ----------------------- | ---------------- |
| Lưu Ngôn (劉言)         | 951—953          |
| Vương Quỳ (王逵)        | 953—956          |
| Chu Hành Phùng (周行逢) | 956—962          |
| Chu Bảo Quyền (周保權)  | 962—963          |